# 페라리 296 GTB
페라리 296 GTB(영어: Ferrari 296 GTB)는 페라리에서 2021년부터 생산 중인 스포츠카이다.

## 역사
296 GTB는 2021년 6월 24일 최초의 "실제 6기통 페라리"로 선보였다. 이전에는 이러한 모델이 1974년까지 Dino로 제공되었다. 스포츠카는 2022년에 판매될 예정이다. 모델명에 296 배기량과 실린더 수를 나타내고 GTB는 그란 투리스모 배를리네타를 나타낸다.

## 엔진
296 GTB는 123 kW (165 hp; 167 PS) 전기 모터와 함께 8,000rpm에서 최대 출력 488 kW (654 hp; 663 PS)의 3.0L 120° V6 트윈 터보 엔진으로 구동되며 시스템 출력은 610 kW (818 hp; 829 PS)로 표시된다. 7.45kWh(26.8MJ)의 에너지 용량으로 바닥 아래에 위치한 고전압 축전지는 25km(16마일)의 전기 범위를 가능하게 한다. 스포츠카는 2.9초 만에 100 km/h (62 mph)까지 가속하고 1470kg의 초경량 덕분에 최고 속도는 330 km/h (210 mph) 이상으로 지정된다.

## 변형 차종

### 아세토 피오라노

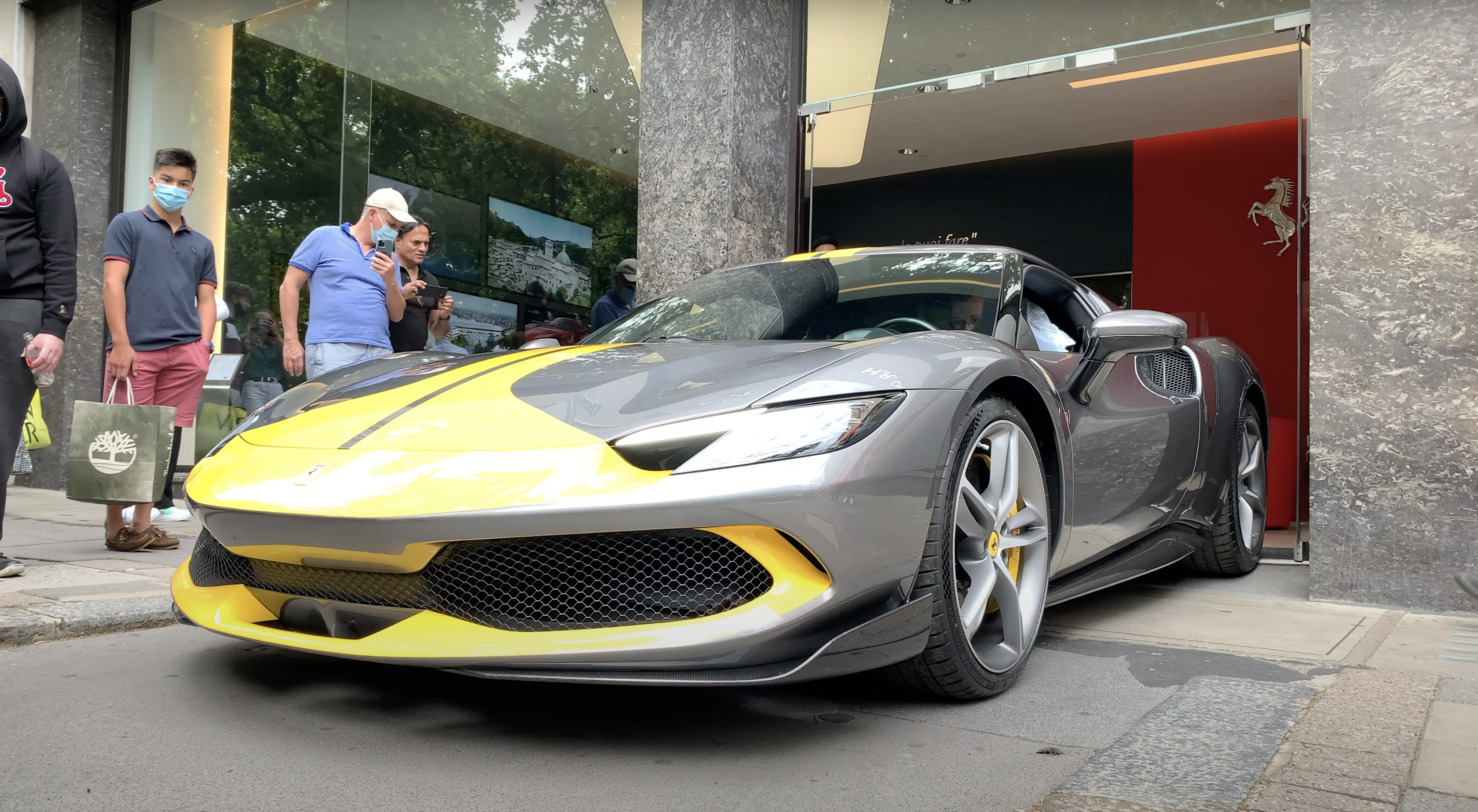
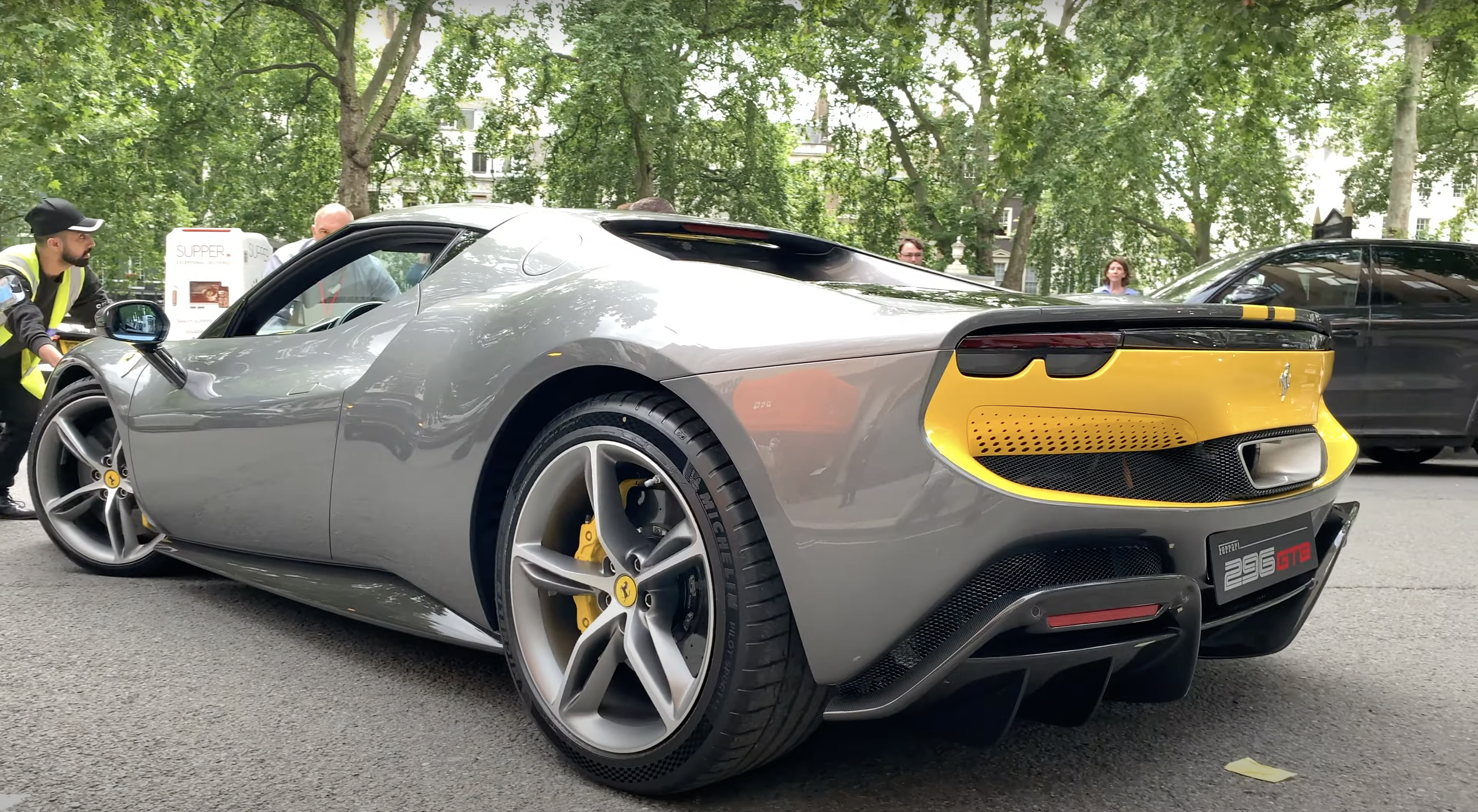

296 GTB의 트랙 데이 차종이다.

### 296 GTS
접이식 하드톱이 있는 296 GTB의 오픈톱 변형이다. 상단 작동 시간은 14초가 소요되며 최대 45 km/h (28 mph)의 속도로 작동할 수 있다. GTS는 섀시 강화 구성 요소로 인해 GTB보다 70 kg (154 lb) 더 나가지만 동일한 성능을 유지한다.

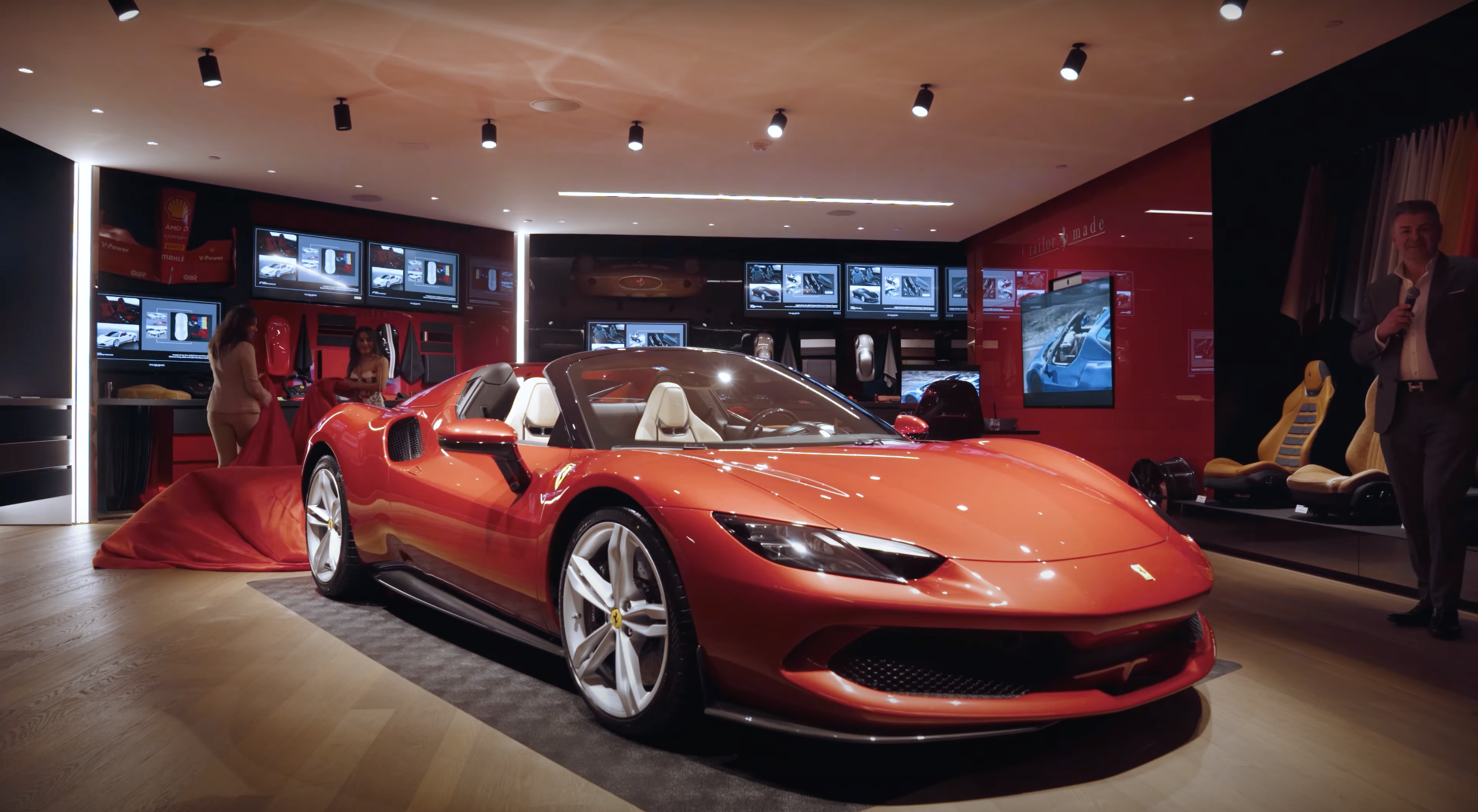

## 프로모션
296 GTB 출시를 홍보하기 위해 페라리는 에픽게임즈와 협력하여 게임의 챕터 2: 시즌 7을 위해 온라인 배틀 로얄 비디오 게임인 포트나이트 배틀로얄에 운전 가능한 차량으로 추가되었으며 시즌 7이 끝난 후 게임에서 제거되었다.

## 모터스포츠

### 디자인 및 소개
페라리 488 GT3의 후속 차종이다.